# Galaxis útikalauz stopposoknak (regény)
A Galaxis útikalauz stopposoknak (The Hitchhiker's Guide to the Galaxy) Douglas Adams ötrészes sci-fi sorozatának első része, mely az Egyesült Királyságban 1979-ben, Magyarországon 1987-ben jelent meg először. A regény alapjául Adams rádiójátéka szolgál, melyet a BBC 4-es csatornája 1978-ban sugárzott. Megjelenésének első három hónapjában 250 000 példányban fogyott az Egyesült Királyságban.
A történet számos további formában jelent a későbbiekben. 1981-ben televíziós sorozat, 1984-ben számítógépes játék, 1993 és 1996 között képregény és 2005-ben mozifilm is készült belőle, melynek forgatókönyvírója és egyik producere maga Douglas Adams volt.

## Cselekmény
|  | Alább a cselekmény részletei következnek! |

Ford a történet elején Arthur Dent nevű barátját keresi fel islingtoni otthonában, hogy figyelmeztesse őt a közelgő világvégére, azonban barátja éppen a háza előtt fekszik a földön fürdőköpenyben egy nagy, sárga buldózer előtt, hogy megakadályozza otthona lerombolását, mely egy tervezett gyorsforgalmi út útvonalában fekszik. Ford ráveszi a dózerolást felügyelő Mr. Prossert, hogy feküdjön egy félórára a sárba Arthur helyett, amíg ő és barátja elugranak a Ló és Lovász nevű közeli ivóba, ahol Ford elmeséli, a vogonok a Föld felé közelednek, hogy elpusztítsák, mert a bolygó egy új hiperűr sztráda útvonalában áll. Ford és Arthur űrhajóstoppal menekül el, az éppen a Föld elpusztítására érkező vogon hajóra kerülnek. A hajó kapitánya, Prostatikus Vogon Jeltz kegyetlenül megkínozza őket egyik verse előadásával, majd kidobják őket az űrbe. Szerencséjükre Zaphod Beeblebroxnak, Ford másod unokatestvérének valószínűtlenségi hajtóművel működő Arany Szív nevű űrhajója az utolsó pillanatban felveszi őket. Itt találkoznak össze Zaphoddal, Trilliannel és Marvinnal.
Zaphod űrhajója a Lófej-ködbe, azon belül a Magratheára, egy ötmillió éve halott luxusbolygóra tart, mely egykor bolygógyártással foglalkozott. Ott Szlartibartfaszttól megtudják, hogy a Földet a szuperintelligens egerek megrendelésére készítették, a bolygó ugyanis egy komputer, melynek feladata megadni az Végső Kérdést a 42-re, ami egyébként a válasz „az életre, a világmindenségre, meg mindenre”. Az egerek, akik a komputer programot kormányozták, válasz nélkül maradtak, mivel a program vége előtt a vogonok lerombolták a Földet, ezért Trillian két egere, Frankie és Benji, meg akarják venni Arthur agyát, a komputerprogram utolsó maradványát, hogy megtalálják benne a program eredményét. Ford, Arthur és a többiek sikeresen elmenekülnek a Magratheáról, mert a megállításukra érkező űrhajó öngyilkos lesz, amikor meghallgatja Marvin világegyetemről alkotott véleményét.
|  | Itt a vége a cselekmény részletezésének! |

## Magyarul
- Galaxis. Útikalauz stopposoknak. Tudományos fantasztikus regény; ford. Molnár István; Kozmosz Könyvek, Bp, 1987 (Kozmosz fantasztikus könyvek)

## Folytatások
- Vendéglő a világ végén (2. rész)
- Az élet, a világmindenség, meg minden (3. rész)
- Viszlát, és kösz a halakat! (4. rész)
- Jobbára ártalmatlan (5. rész)
- Ja, és még valami… (Eoin Colfer által írt hatodik rész)